# Dawid Szot
Dawid Szot (ur. 29 kwietnia 2001 w Krakowie) – polski piłkarz grający na pozycji obrońcy w Zagłębiu Sosnowiec.

## Życiorys
W czasach juniorskich trenował w drużynach krakowskich klubów: Hutnika, Progresu i Wisły (2018–2019). W 2019 roku został włączony do seniorskiego zespołu Wisły. W Ekstraklasie zadebiutował 22 kwietnia 2019 w przegranym 2:3 meczu z Wisłą Płock.

## Sukcesy

### Wisła Kraków
- Puchar Polskiː 2023/2024